# Jakob Fuglsang
Jakob Fuglsang (n. 22 martie 1985, Geneva, Geneva, Elveția) este un ciclist de performanță ce a reprezentat Danemarca, medaliat olimpic. A participat la 2 ediții ale Jocurilor Olimpice (2012, 2016) în care a câștigat o medalie de argint.